# Окето
Окето (яп. 置戸町 Окэто-тё:) — посёлок в Японии, находящийся в уезде Токоро округа Охотск губернаторства Хоккайдо. Площадь посёлка составляет 527,54 км², население — 3150 человек (30 июня 2014), плотность населения — 5,97 чел./км².

## Географическое положение
Посёлок расположен на острове Хоккайдо в губернаторстве Хоккайдо. С ним граничат город Китами и посёлки Куннеппу, Рикубецу, Асёро, Камисихоро.

## Население
Население посёлка составляет 3150 человек (30 июня 2014), а плотность — 5,97 чел./км². Изменение численности населения с 1980 по 2005 годы:
| 1980 | 6430 чел. |  |
| 1985 | 5601 чел. |  |
| 1990 | 4901 чел. |  |
| 1995 | 4451 чел. |  |
| 2000 | 4110 чел. |  |
| 2005 | 3699 чел. |  |

## Символика
Деревом посёлка считается Picea glehnii, цветком — рододендрон даурский, птицей — желна.